# Phthiridium fraternum
Phthiridium fraternum är en tvåvingeart som först beskrevs av Theodor 1967.  Phthiridium fraternum ingår i släktet Phthiridium och familjen lusflugor. Inga underarter finns listade i Catalogue of Life.